# Celso Garrido-Lecca
Celso Eduardo Garrido-Lecca Seminario (Piura, 9 de marzo de 1926-Lima, 11 de agosto de 2025) fue un compositor peruano.

## Biografía
Celso Garrido-Lecca nació en Piura en 1926. Hijo de Celso Mario Garrido Lecca Montoya y de Amelia Seminario Arbulú.
Estudió composición con Rodolfo Holzmann en el Conservatorio Nacional de Música del Perú. Concluyó sus estudios en Santiago de Chile. 
Ingresó al Instituto del Teatro de la Universidad de Chile como compositor y asesor musical, y permaneció en él durante diez años. 
Ingresó al Departamento de Composición de la Facultad de Ciencias y Artes Musicales de la Universidad de Chile, y ocupó posteriormente el cargo de Jefe de dicha sección. 
En 1964 recibió una beca para estudiar con Aaron Copland en Tanglewood, Estados Unidos. Regresó al Perú en 1973 y asume la cátedra de composición del Conservatorio Nacional de Música. Posteriormente fue director del conservatorio hasta 1979.
Fue galardonado el año 2000 con el II Premio Iberoamericano de la Música Tomás Luis de Victoria, considerado como el Cervantes de la música clásica.
En la actualidad está retirado de la docencia y se dedica a la composición. Entre sus obras más importantes figuran Antaras para doble cuarteto de cuerdas y contrabajo, Laudes I y II, Elegía a Machu-Pichu, Sonata Fantasía para Chelo y Orquesta, Sinfonía No.2 y Concierto para Guitarra y Orquesta.
Su obra se enmarca dentro de la corriente de renovación musical ocurrida a partir de la década de 1950 con los trabajos de una serie de compositores que introducen en la música peruana nuevas técnicas como el dodecafonismo y el atonalismo, lo cual permitió renovar y enriquecer la composición en el Peru.

## Reconocimientos
- Orden de Mérito Civil en el Grado de Comendador, España (1982)
- Orden de Bernardo O'Higgins en grado de Oficial, Chile (1997)
- Profesor Honorario de la Universidad Ricardo Palma (2015)
- Doctorado honoris causa de la Universidad Nacional de Ingeniería (2015)
- Ganador del Premio Southern a la creatividad humana (2015)